# Odontosoria angustifolia
Odontosoria angustifolia är en ormbunkeart som först beskrevs av Johann Jakob Bernhardi och som fick sitt nu gällande namn av Carl Frederik Albert Christensen.
Odontosoria angustifolia ingår i släktet Odontosoria och familjen Lindsaeaceae. Inga underarter finns listade i Catalogue of Life.